# Municipio de Isidro Fabela
El municipio de Isidro Fabela es uno de los 125 municipios que conforman al Estado de México, México. Su cabecera es la localidad de Tlazala de Fabela. El municipio es parte de la Zona metropolitana del valle de México.

## Geografía
El municipio de Isidro Fabela se encuentra localizado en el centro-oeste del territorio del estado de México, al noroeste del Valle de México. Tiene una extensión territorial de 75.971 kilómetros cuadrados, que equivalen al 0.34 % de la extensión total del estado de México; sus coordenadas geográficas extrema son 19°30′ - 19°36′ de latitud norte y 99°20′ - 99°32′ de longitud oeste y su altitud se encuentra entre un máximo de 3800 y un mínimo de 2400 metros sobre el nivel del mar.
Limita al norte con el municipio de Nicolás Romero, al este con el municipio de Atizapán de Zaragoza, al sur con el municipio de Jilotzingo y el municipio de Otzolotepec y al oeste con el municipio de Temoaya.

### Clima
La temperatura promedio en Isidro Fabela es de 6 a 14 grados celcius y el rango de precipitación promedio es de 800 a 1300 mm.
| Parámetros climáticos promedio de Municipio de Isidro Fabela | Parámetros climáticos promedio de Municipio de Isidro Fabela | Parámetros climáticos promedio de Municipio de Isidro Fabela | Parámetros climáticos promedio de Municipio de Isidro Fabela | Parámetros climáticos promedio de Municipio de Isidro Fabela | Parámetros climáticos promedio de Municipio de Isidro Fabela | Parámetros climáticos promedio de Municipio de Isidro Fabela | Parámetros climáticos promedio de Municipio de Isidro Fabela | Parámetros climáticos promedio de Municipio de Isidro Fabela | Parámetros climáticos promedio de Municipio de Isidro Fabela | Parámetros climáticos promedio de Municipio de Isidro Fabela | Parámetros climáticos promedio de Municipio de Isidro Fabela | Parámetros climáticos promedio de Municipio de Isidro Fabela | Parámetros climáticos promedio de Municipio de Isidro Fabela |
| Mes                                                          | Ene.                                                         | Feb.                                                         | Mar.                                                         | Abr.                                                         | May.                                                         | Jun.                                                         | Jul.                                                         | Ago.                                                         | Sep.                                                         | Oct.                                                         | Nov.                                                         | Dic.                                                         | Anual                                                        |
| ------------------------------------------------------------ | ------------------------------------------------------------ | ------------------------------------------------------------ | ------------------------------------------------------------ | ------------------------------------------------------------ | ------------------------------------------------------------ | ------------------------------------------------------------ | ------------------------------------------------------------ | ------------------------------------------------------------ | ------------------------------------------------------------ | ------------------------------------------------------------ | ------------------------------------------------------------ | ------------------------------------------------------------ | ------------------------------------------------------------ |
| Temp. máx. abs. (°C)                                         | 24.6                                                         | 26.0                                                         | 26.3                                                         | 26.5                                                         | 29.0                                                         | 25.3                                                         | 22.9                                                         | 23.4                                                         | 22.9                                                         | 23.8                                                         | 24.1                                                         | 24.6                                                         | 29.0                                                         |
| Temp. máx. media (°C)                                        | 19.2                                                         | 19.9                                                         | 21.5                                                         | 22.3                                                         | 22.3                                                         | 20.9                                                         | 20.0                                                         | 19.8                                                         | 19.5                                                         | 19.4                                                         | 19.4                                                         | 19.0                                                         | 20.3                                                         |
| Temp. media (°C)                                             | 10.6                                                         | 11.6                                                         | 13.2                                                         | 14.2                                                         | 14.7                                                         | 14.2                                                         | 13.7                                                         | 13.5                                                         | 13.3                                                         | 12.5                                                         | 11.6                                                         | 11.0                                                         | 12.8                                                         |
| Temp. mín. media (°C)                                        | 2.1                                                          | 3.2                                                          | 4.9                                                          | 6.2                                                          | 7.2                                                          | 7.5                                                          | 7.4                                                          | 7.2                                                          | 7.1                                                          | 5.7                                                          | 3.7                                                          | 2.9                                                          | 5.4                                                          |
| Temp. mín. abs. (°C)                                         | -1.4                                                         | -0.4                                                         | 1.3                                                          | 3.8                                                          | 5.2                                                          | 5.5                                                          | 4.7                                                          | 4.3                                                          | 5.0                                                          | 2.4                                                          | -0.6                                                         | -2.8                                                         | -2.8                                                         |
| Precipitación total (mm)                                     | 15.2                                                         | 18.8                                                         | 15.4                                                         | 46.5                                                         | 83.3                                                         | 196.4                                                        | 257.7                                                        | 237.5                                                        | 239.0                                                        | 89.9                                                         | 31.9                                                         | 12.5                                                         | 1244.1                                                       |
| Días de precipitaciones (≥ )                                 | 2.2                                                          | 2.9                                                          | 3.1                                                          | 7.3                                                          | 11.1                                                         | 16.9                                                         | 22.6                                                         | 20.9                                                         | 18.1                                                         | 10.2                                                         | 4.9                                                          | 2.8                                                          | 123.0                                                        |
| Fuente: Servicio Meteorológico Nacional.                     |                                                              |                                                              |                                                              |                                                              |                                                              |                                                              |                                                              |                                                              |                                                              |                                                              |                                                              |                                                              |                                                              |

## Demografía
De acuerdo al último censo, realizado por el Instituto Nacional de Estadística y Geografía en 2010, en el municipio habitan 10 308 personas, repartidas entre 19 localidades. Del total de habitantes, 50 de ellos hablan alguna lengua indígena.

### Localidades
El municipio incluye en su territorio un total de 19 localidades. Las principales, considerando su población del censo de 2010 son:
| Localidad                         | Población (2010) |
| --------------------------------- | ---------------- |
| Tlazala de Fabela                 | 2 002            |
| Colonia Palma                     | 1 459            |
| Ejido Palma (Ejido San Francisco) | 1 350            |
| Ejido Miraflores                  | 1 017            |
| Ejido Los Jarros                  | 823              |
| Total municipio                   | 10 308           |

## Patrimonio Natural

### Parque Ecológico
El municipio cuenta con distintas zonas naturales entre ellas el parque ecológico Presa de Iturbide al cual se puede llegar por las carreteras de Nicolás Romero-Toluca, Jiquipilco-Naucalpan e Ixtlahuaca-Naucalpan-Santa Ana Jilotzingo. 

#### Reserva de la biosfera
El municipio cuenta con la Reserva de la biosfera  Piedra colgada ingresando por la calle Correcaminos la cual es en trayecto de bosque, se encuentra a media hora de la explanada municipal.

## Patrimonio Cultural y Artístico
El municipio  cuenta con una casa de cultura llamada Isidro Fabela fundada el 10 de abril de 1997 la cual brinda distintas actividades artísticas y culturales ubicada en Av. Constitución s/n Col. Aurora.
así mismo se cuenta con una biblioteca de nombre Eulalio Núñez Alonso ubicada  en Av. Revolución s/n ( dentro de la casa de la cultura).

### Patrimonio Histórico
El municipio cuenta con la parroquia Santiago Apóstol de Tlazala construida en el siglo XVIII ubicada en calle Constitución, a  un costado de la presidencia municipal.

### Patrimonio  Intangible
Dentro del municipio se lleva a cabo la Feria del hongo y de la trucha realizado con especies de hongos endémicas de este municipio y realzando una de las actividades económicas del municipio.

## Deporte
El municipio cuenta con distintos centros deportivos como lo son  Deportivo San Martin, deportivo Laureles, deportivo Rincón bonito, deportivo Canalejas, deportivo la Mora Y plaza Bicentenario

### Medallistas
voleibol

## Política
| Alcalde                     | Periodo   |
| --------------------------- | --------- |
| Agustin Eusebio Vazquez     | 1996-2000 |
| Francisco Arana López       | 2000-2003 |
| Felipe Nolasco Trejo        | 2003-2006 |
| Abel Rosas Vargas           | 2006-2009 |
| Enrique Prudencio Aranda    | 2009-2012 |
| Lizeth González Mondragon   | 2012-2015 |
| Leonardo Mondragón Ortega   | 2015-2018 |
| Astrid Anita Dávila Ordoñez | 2019-2024 |

### Representación legislativa
Para la elección de diputados locales al Congreso del Estado de México y de diputados federales a la Cámara de Diputados federal, el municipio de Isidro Fabela se encuentra integrado en los siguientes distritos electorales:
Local:
- Distrito electoral local de 17 del estado de México con cabecera en Huixquilucan de Degollado.[15]

Federal:
- Distrito electoral federal 4 del estado de México con cabecera en Nicolás Romero.[16]